# Arina Shulguina
Arina Shulguina (1991) es una deportista rusa que compitió en triatlón  (desde 2017 bajo la bandera de Kazajistán).
Ganó una medalla de bronce en el Campeonato Asiático de Triatlón de 2019.

## Palmarés internacional
| Representando a Kazajistán |                          |                   |            |
| Campeonato Asiático        |                          |                   |            |
| Año                        | Lugar                    | Medalla           | Prueba     |
| 2019                       | Gyeongju (Corea del Sur) | Medalla de bronce | Individual |